# Meng Ling
Ling Meng, Ph.D., (romanización de 孟玲) ( 1972) es una profesora, y botánica china, en el Departament de Biología vegetal y Microbiología (UC Berkeley) en la Universidad de California en Berkeley.
Es miembro posdoctoral de Lawrence Berkeley National Laboratory. Es conocida por descubrir un modo original de comunicación celular en plantas.
La tiorredoxina, mientras se conoce que juega un papel importante en los procesos biológicos conocidos comúnmente como redox celular, no se entiende completamente su función. Ella ha trabajado, en Berkeley, sugiriendo que la tiorredoxina h9 está asociada con la membrana plasmática y es capaz de moverse de célula en célula a través de dos importantes proteínas con modificaciones post-traducidas, tales como: miristolación y palmitolación. Es la primera en asociar y conectar la tiorredoxina con la membrana plasmática.
En 2009, Meng recibió su M.A. en estadística por la Universidad de California en Berkeley. Y su Ph.D. en agricultura y química ambiental, en 2011 por la misma casa de altos estudios.

## Tesis de maestría
Meng, Ling (2009). Learning Algorithm and Model Selection for Protein-protein Interaction Inference in Arabidopsis. University of California, Berkeley. OCLC 793546692. Consultado el 23 de julio de 2013.

## Algunas publicaciones
- S; Wong, L; Meng, L; Lemaux, P. G. Zhang (2002) Similarity of expression pattern of KN1 and ZmLEC1 during somatic and zygotic embryogenesis in maize (Zea mays L.), 191-194. In Planta.

- Bregitzer P, Zhang S, Lemaux PG Meng L (2003) Methylation of the exon/intron region in Ubi 1 Promoter Complex correlates with transgene silencing in Barley, 327-340. In Plant Molecular Biology.

- Lemaux PG Meng L (2003) A rapid and simple method for nuclear run-on transcription assay in plants. Plant Molecular Biology Reporter, 65-71. In Plant Molecular Biology Reporter.

- Chen C, Li L, Meng L, Singh, J, He Zh, and Lemaux PG Zhang S (2005) Evolutionary Expansion, Gene Structure, and Expression of the Rice Wall-Associated Kinase Gene Family, 1107-1124. In Plant Physiology.

- Ziv M, Lemaux, PG Meng L (2006) Nature of Stress and Type of Transgene Locus Influences Tendency of Transgenes to Silence in Barley, 15-28. In Plant Mol Biol.

- S, Gurel, E, Kaur, R, Wong, J, Meng L, Tan, H-Q, Lemaux, PG Gurel (2009) Efficient, Reproducible Agrobacterium-mediated Transformation of Sorghum Using Heat Treatment of Immature Embryos, 429-444. In Plant Cell Reports 28 (3).

- Meng, Ling; Feldman, Lewis (febrero de 2010). «A rapid TRIzol-based two-step method for DNA-free RNA extraction from Arabidopsis siliques and dry seeds». Biotechnology Journal 5 (2): 183-186. ISSN 1860-6768. PMID 20108272. doi:10.1002/biot.200900211.

- Meng, Ling; Wong, Joshua H.; Feldman, Lewis; Lemaux, Peggy G.; Buchanan, Bob B. (23 de febrero de 2010). «A membrane-associated thioredoxin required for plant growth moves from cell to cell, suggestive of a role in intercellular communication». PNAS (Washington, D.C.: National Academy of Sciences) 107 (8): 3900-3905. ISSN 1091-6490. OCLC 60637487. PMC 2840455. PMID 20133584. doi:10.1073/pnas.0913759107.

- Meng, Ling; Zhang, Shibo; Lemaux, Peggy G. (March–April 2010). «Toward Molecular Understanding of In Vitro and In Planta Shoot Organogenesis». Critical Reviews in Plant Sciences 29 (2): 108-122. ISSN 0735-2689. doi:10.1080/07352681003617327.

- Meng, Ling; Ruth, Kenneth C.; Fletcher, Jennifer C.; Feldman, Lewis (21 de mayo de 2010). «The Roles of Different CLE Domains in Arabidopsis CLE Polypeptide Activity and Functional Specificity». Molecular Plant (Oxford: Oxford Journals) 3 (4): 760-772. ISSN 1752-9867. OCLC 182552810. PMID 20494950. doi:10.1093/mp/ssq021. Archivado desde el original el 15 de abril de 2013. Consultado el 26 de julio de 2011.

- Meng, Ling; Feldman, Lewis J. (octubre de 2010). «CLE14/CLE20 peptides may interact with CLAVATA2/CORYNE receptor-like kinases to irreversibly inhibit cell division in the root meristem of Arabidopsis». Planta (Springer Science+Business Media) 232 (5): 1061-1074. ISSN 1432-2048. OCLC 39973170. PMC 2940047. PMID 20697738. doi:10.1007/s00425-010-1236-4.

- Jun, JiHyung; Fiume, Elisa; Roeder, Adrienne H. K.; Meng, Ling; Sharma, Vijay K.; Osmont, Karen S.; Baker, Catherine; Feldman, Lewis J.; Ha, Chan Man; Meyerowitz, Elliot M.; Fletcher, Jennifer C. (December 2010). «Comprehensive Analysis of CLE Polypeptide Signaling Gene Expression and Overexpression Activity in Arabidopsis». Plant physiology 154 (4): 1721-1736. OCLC 1642351. PMC 2996011. PMID 20884811. doi:10.1104/pp.110.163683.

- Meng, Ling; Feldman, Lewis J. (1 de enero de 2011). «CLE genes may act in a variety of tissues/cells and involve other signaling cascades in addition to CLV3-WUS-like pathways». Plant Signaling & Behavior 6 (1): 105-108. ISSN 1559-2316. PMC 3122018. PMID 21270538. doi:10.4161/psb.6.1.14186.

- Meng, Ling; Buchanan, Bob B.; Feldman, Lewis; Luan, Sheng (July 2012). «A Putative Nuclear CLE-Like (CLEL) Peptide Precursor Regulates Root Growth in Arabidopsis». Molecular Plant (Oxford: Oxford Journals) 5 (4): 955-957. ISSN 1674-2052. OCLC 182552810. PMID 22815541. doi:10.1093/mp/sss060.